# Sobór Narodzenia Pańskiego we Włodzimierzu
Sobór Narodzenia Pańskiego, pierwotnie kościół Rozesłania Apostołów – prawosławny sobór we Włodzimierzu, katedra eparchii włodzimiersko-wołyńskiej Kościoła Prawosławnego Ukrainy (wcześniej Ukraińskiego Kościoła Prawosławnego Patriarchatu Kijowskiego). Wzniesiony jako katolicki kościół zakonu jezuitów.

## Historia
W 1718 Jadwiga Zahorowska sprowadziła do Włodzimierza Wołyńskiego misję jezuicką, w której skład wchodziło początkowo dwóch zakonników. W 1755 starosta słonimski Ignacy Sadowski ufundował dla zakonu murowany kościół, którego budowa trwała piętnaście lat. Projektantem późnobarokowej świątyni był najprawdopodobniej P. Giżycki lub M. Radzimiński. Od 1762 we Włodzimierzu Wołyńskim funkcjonował klasztor jezuicki, zaś kościół został poświęcony w 1770, otrzymując wezwanie Serca Jezusowego. Klasztor został skasowany w 1773 na mocy brewe Dominus ac Redemptor papieża Klemensa XIV, likwidującego Towarzystwo Jezusowe. W związku z tym w 1782 Komisja Edukacji Narodowej przekazała kompleks budynków we Włodzimierzu bazylianom. W 1840 wspólnota bazyliańska przeszła do Rosyjskiego Kościoła Prawosławnego, zaś w 1891 dawny kościół, zmieniony w cerkiew, stał się soborem biskupim.

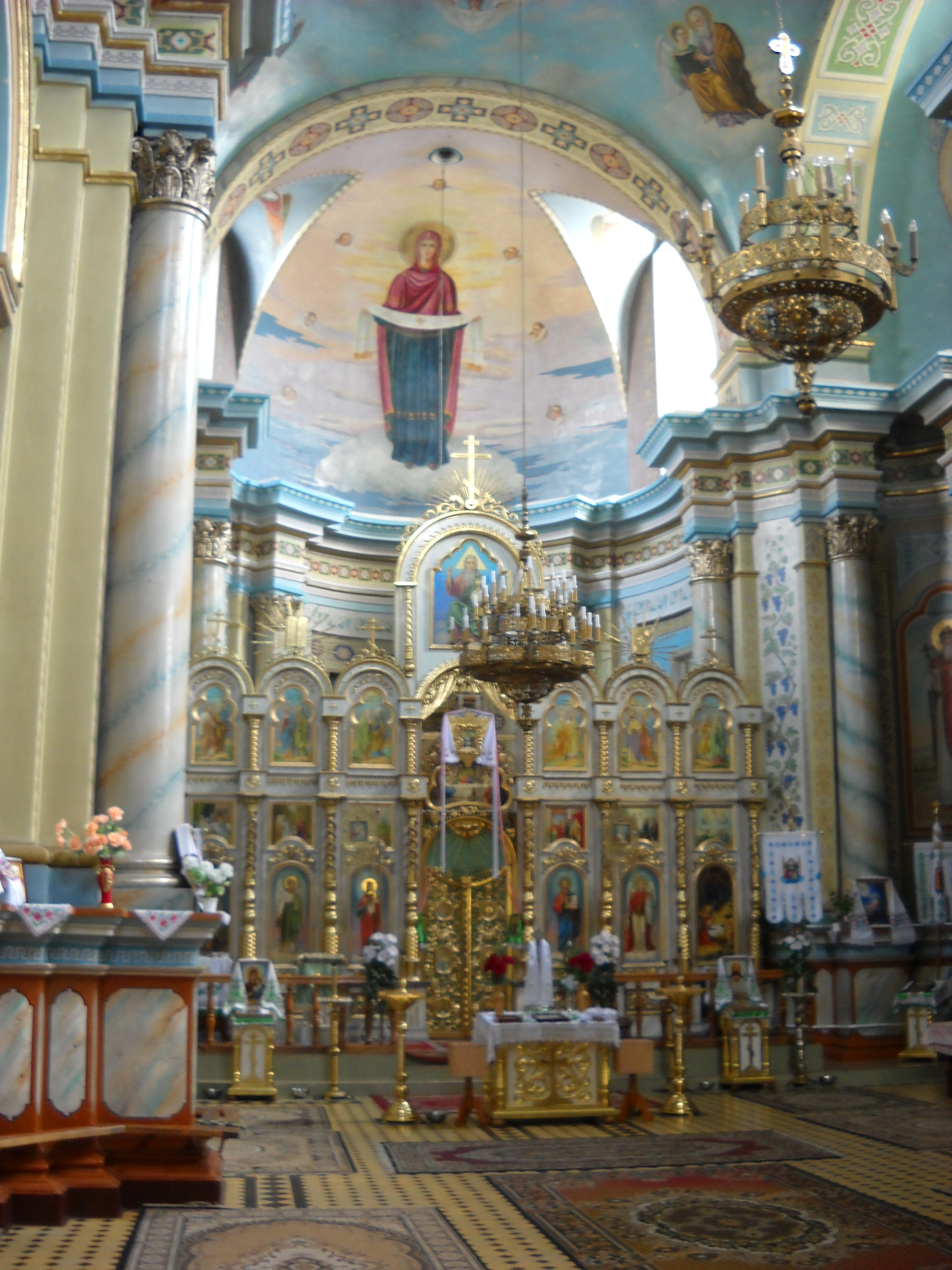
Wnętrze kościoła po adaptacji na cerkiew, stan w 2010 r.

W 1921 prawosławny klasztor oraz cerkiew zostały, w ramach akcji rewindykacyjnej cerkwi, przekazane Kościołowi katolickiemu. Jako kościół Rozesłania Apostołów obiekt był czynny do końca II wojny światowej. W czasie II wojny światowej budynek ucierpiał z powodu wybuchu bomby. Po zakończeniu walk został uznany za zabytek, jednak dopiero w 1983 podjęto w nim prace remontowe. Od czasu ponownego otwarcia świątyni budynek należał do Ukraińskiego Kościoła Prawosławnego Patriarchatu Kijowskiego jako sobór eparchii wołyńskiej pod wezwaniem Narodzenia Pańskiego. W 2017 r. sobór Narodzenia Pańskiego został katedrą nowo utworzonej eparchii włodzimiersko-wołyńskiej. Od 2018 r. świątynia należy do Kościoła Prawosławnego Ukrainy.

## Architektura
Budynek utrzymany jest w stylu późnobarokowym. Fasada obiektu jest dwuwieżowa, świątynia ma jedną nawę. We wnętrzu zachowane pewne elementy pierwotnego wyposażenia kościelnego, wkomponowane w nowsze utensylia typowe dla świątyń prawosławnych. Budynek posiada status zabytku o znaczeniu ogólnoukraińskim.